# Juan Aguinaga
Juan Francisco Aguinaga Garzón (ur. 4 stycznia 1978 w Quito) – ekwadorski piłkarz występujący na pozycji pomocnika.

## Kariera klubowa
Aguinaga rozpoczynał karierę w 1997 roku w zespole Espoli. Jego barwy reprezentował przez 6 sezonów. W 2003 roku odszedł do Deportivo Cuenca. Następnie grał w drużynie Barcelona SC, a w 2005 roku trafił do zespołu El Nacional. W sezonie 2005 wywalczył z nim mistrzostwo fazy Clausura.
W 2006 roku Aguinaga przeniósł się do drużyny Aucas. Występował tam przez 2 sezony. Następne 3 sezony spędził w klubie Universidad Católica Quito, a w 2010 roku zakończył karierę.

## Kariera reprezentacyjna
W reprezentacji Ekwadoru Aguinaga zadebiutował w 2001 roku. W tym samym roku został powołany do kadry na turniej Copa América. Zagrał na nim tylko w meczu z Wenezuelą (4:0), a Ekwador zakończył turniej na fazie grupowej. W drużynie narodowej Aguinaga rozegrał łącznie 6 spotkań, wszystkie w 2001 roku.